# Olympic Lifts
Olympic Lifts är ett band från Irland och består av en DJ och 2 MCs. Bandet startade år 2000 och har spelat med band som Ugly Duckling, Lo-fidelity Allstars och So Solid Crew. Gruppen gav ut albumet "Do One" år 2002.